# Rada Centrală

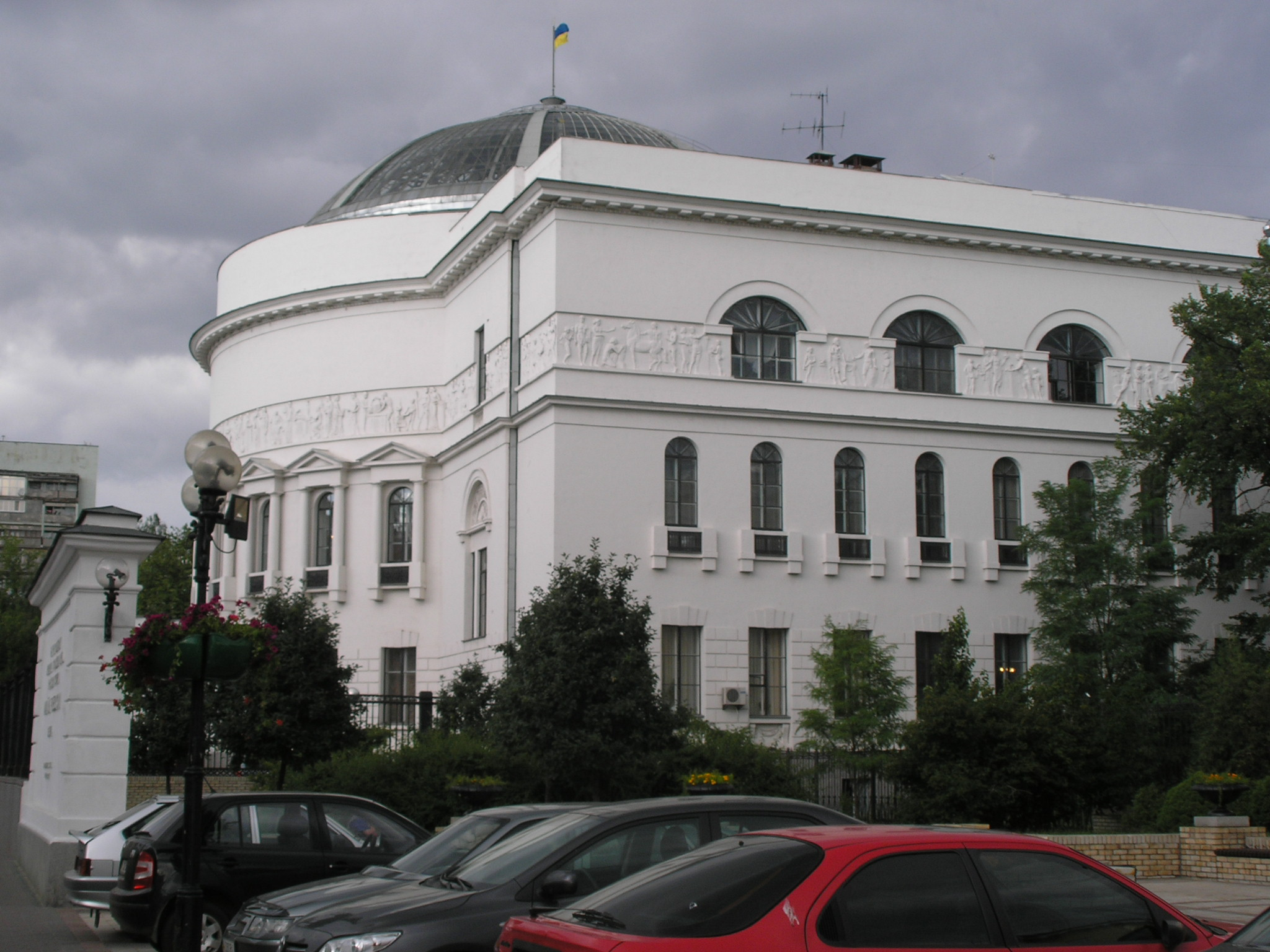
Vechea clădire a Radei Centrale

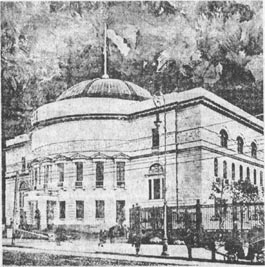
Rada Centrală Ucraineană în 1918

Țentralna Rada (în limba ucraineană: Центральна Рада) a fost la început centrul pan-ucrainean care a unit din organizațiile politice, culturale și profesionale ucrainene. Mai târziu, după „Convenția Națională Pan-Ucrainene” din 17 martie – 21 aprilie 1917, Țentralna Rada s-a transformat în parlamentul revoluționar al Ucrainei. Enciclopedia Sovietică  consideră că acest Parlament este o instituție contrarevoluționară, care a slujit interesele burgheziei și   naționaliștilor ucranineni în perioada 1917 – 1918.

## Cadru general
Rada Centrală a condus mișcarea națională ucraineană și, cu ajutorul celor patru Proclamații a străbătut drumul de la autonomie la suveranitate. În timpul scurtei sale existențe, din 1917 până în 1918, Rada Centrală, aflată sub conducerea istoricului și etnografului Mihailo Grușevski, a fost instituția de conducere principală a Republicii Populare Ucrainene și a sădit semințele democrației parlamentare și a independenței naționale, care nu au fost niciodată complet uitate în timpul dominației Uniunii Sovietice și care au ajutat la renașterea națională de după dezintegrarea URSS-ului. 

## Înființarea
Rada Centrală a fost înființată la Kiev pe 17 martie S.V. 4 martie 1917 ca urmare a inițiativei „Societății Progresiștilor Ucrainenei” și cu participarea mai multor partide politice ucrainene, a militarilor, muncitorilor, clerului, studenților și a organizațiilor culturale naționale, (Societatea Științifică Ucraineană, Asociația Pedagogică Ucraineană, Asociația Tehnicienilor și Agricultorilor Ucrainenei, șa). În funcția de președinte al Radei a fost ales Mihailo Grușevski, iar ca adjunt al său a fost ales 
V. Naumenko. Rada a publicat pe 22 martie 1917 prima sa proclamație „Către poporul ucrainean”, prin care afirma  susținera pentru guvernului provizoriu rus. În momentul în care Grușevski a preluat controlul Radei pe 27 martie 1917, acest organism a început să funcționeze ca centru al mișcării naționale ucrainene. La scurtă vreme după convocarea Congresului național pan-ucrainean, Rada s-a transformat într-un parlament, care avea 150 de membri, aleși din rândul membrilor partidelor politice, a organizațiilor profesionale și culturale ucrainene și din rândul reprezentanților guberniilor. 
În timpul existenței sale, Rada a convocat nouă sesiuni plenare: opt în 1917 și una în 1918. A existat și o sesiune extinsă a „Mala Rada” Chiar mai înainte de prima proclamație a Radei, numărul membrilor săi a crescut cu încă 130 de reprezentanți delegați de Sovietul al II-lea al militarilor (23 iunie 1917) și cu încă 133 de membri delegați de Sovietul țăranilor din Ucraina (15 iunie 1917).

## Mala Rada
În timpul Congresului național a fost ales un nou prezidiu al Radei. În fruntea acestui organism au fost aleși Mihailo Grușevski ca președinte, și Serghei Efremov și Volodomir Vinnicienko în funcțiile de adjuncți. 
Mala Rada („Rada Mică”) reprezenta Comitetul Executiv al Radei Centrale. Mala Rada a fost creată în iunie 1917 și avea 30 de membri aleși dintre membrii prezidiului, secretarilor Radei și din rândul blocurilor politice (câte doi membri fiecare). Președintele Radei Mici a fost ales Grușevski, care a păstrat și funcția de președinte al Radei Centrale. Adjuncții săi au fost aleși tot Viniacenko și Efremov. Toate problemele importante erau discutate în cadrul ședințelor Radei Mici, iar proiectele rezultate erau supuse dezbaterii și aprobării plenului Radei Centrale. 

## Prima și a doua proclamație a Radei Centrale
După proclamația de autonomie (Prima proclamație a Radei Centrale) de pe 10 iunie 1917, Rada Centrală a ales Secretariatul General, care a fost un guvern al Ucrainei autonome. Secretariatul General a fost format din opt membri. Enciclopedia Sovietică subliniază clar faptul autonomia a fost declarată în ciuda politicii promovate de Guvernul Provizoriul Rus, după care membrii Radei Centrale au tărăgănat luarea unei decizii clare până la convenția Adunării Constituante. Sovieticii nu au luat niciodată în discuție factorii particulari existenți în acele vremuri și au acuzat Rada de înșelătorie. De fapt, Guvernul Provizoriu Rus și Alexandr Kerenski au recunoscut pe 16 iulie 1917 autonomia regională a Secretariatului General al Ucrainei, deși au încercat să îndulcească propunerile Radei. Asfel, Secretariatul General urma să funcționeze ca reprezentant al Guvernului Provizoriu. Răspunsul lui Kerenski i-a nemulțumit pe liderii ucraineni, iar Volodimir Vinnicienko și-a dizolvat guvernul. După ce Rada Centrală a fost înconunștiințată de instrucțiunile Guvernului Provizoriu Rus, a emis cea de-a doua sa proclamație, prin care confirma existența unei înțelegeri dintre cele două guverne. De asemenea, au fost primiți încă 100 de membri noi ai Radei, dintre reprezentanții aleși în timpul primului congres al muncitorilor din Ucraina (24 – 27 iulie 1917) și dintre reprezentanții minorităților naționale. 

Enciclopedia Sovietică subliniază faptul că Rada Centală a avut o poziție dușmănoasă față de Revoluția din Octombrie și față de acțiunile bolșevicilor ucrainei („Insurecia bolșevică de la Kiev”). Rada a ordonat retragerea spre Kiev a unităților militare naționaliste și a preluat controlul guvernului și a capitalei pe 13 noiembrie. În săptămâna următoare, Rada s-a autoproclamat istituția supremă a puterii în Ucraine. Pe 25 decembrie 1917, Sovietul pan-ucrainean al Ucrainei Sovietice a proclamat Rada ca fiind în afara legii, iar membri săi au organizat un guvern paralel cu cel al Radei. 
Enciclopedia Sovietică nu spune nimic despre faptul că Insurecția bolșevică de la Kiev (13 – 16 noiembrie) a fost rezultatul mișcării secesioniste provocate de bolșevici și aliații lor, care erau cu toții mebri ai Radei Ucrainene. 

## Membrii Radei Centrale
La sfârșitul lunii iulie 1917, Rada Centală avea 822 de membri, care aparțineau următoarelor partide: 
- Sovietul deputaților țăranilor ucraineni – 212;
- Sovietul deputaților militarilor ucraineni – 158;
- Sovietul deputaților muncitorilor ucraineni – 100;
- Reprezentanții Sovietului muncitorilor și militarilor ne-ucraineni – 50;
- Partidul Socialist Ucrainean – 20;
- Partidul Socialist Rus – 40;
- Partidul Socialist Evreiesx – 35;
- Partidul Socialist Polonez – 15;
- Reprezentanți ai orașelor și guberniilor – 84;
- Reprezentanți ai organizațiilor profesionale, culturale, economice și ai minoritățilornaționale – 108.

Dintre cei 822 de membri ai Radei Centrale, erau aleși membrii Radei Mici, 58 de membri, dintre care 18 reprezentanți ai minorităților naționale. La inițiativa Radei Centrale, în perioada 21 – 28 septembrie 1917 a avut loc primul Congres al Naționalităților Ruse.